# La Paloma (Rocha)

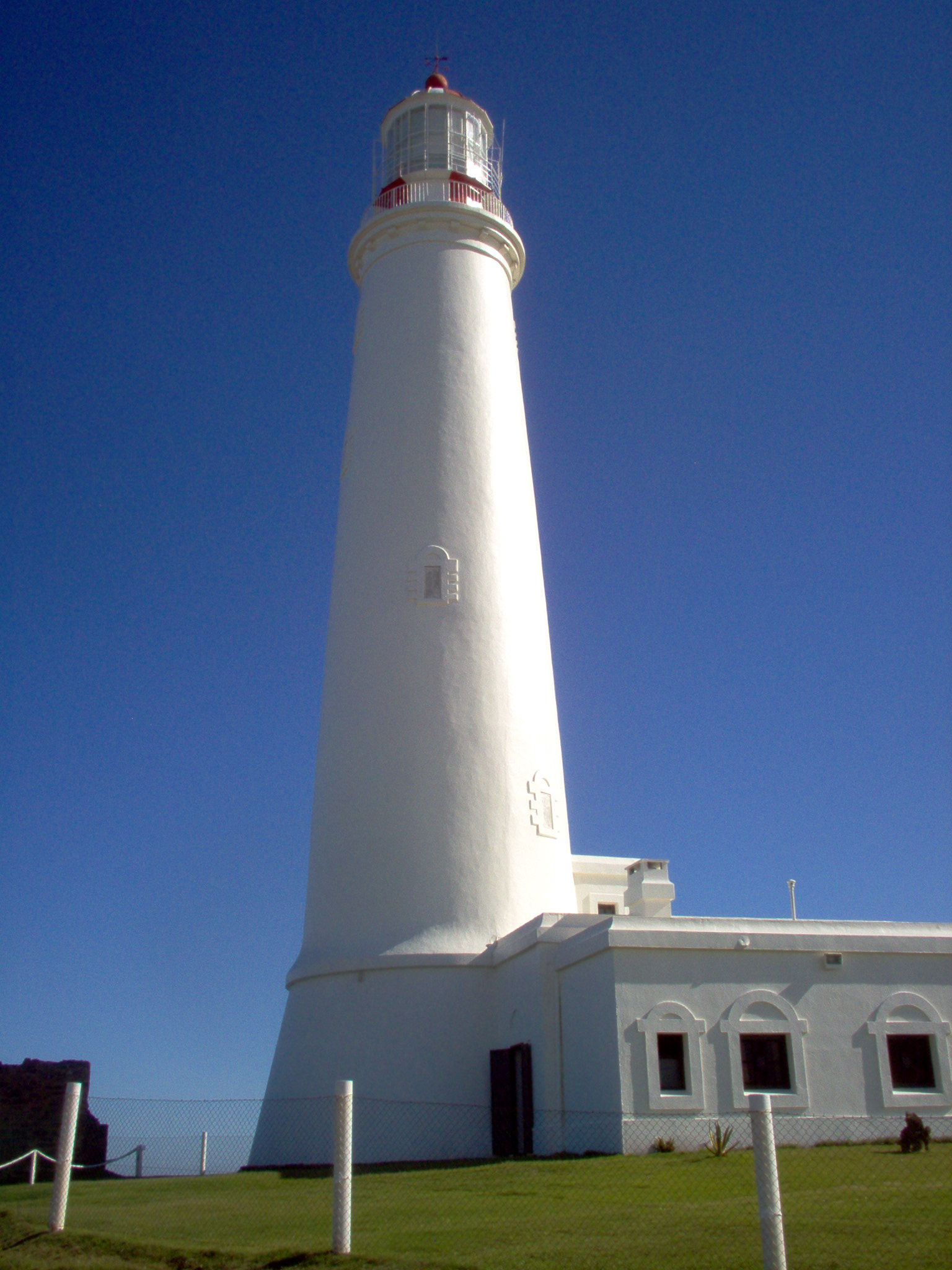
Faro de cabo de Santa María en La Paloma.

La Paloma es una ciudad balneario y puerto oceánico uruguayo del departamento de Rocha. Es además sede del municipio homónimo.

## Ubicación
La ciudad se encuentra situada en la zona sur del departamento de Rocha, en el cabo de Santa María, y en el cruce de las rutas nacionales 10 y 15. Está a 240 km de Montevideo, y a 90 km de Punta del Este.

## Generalidades
La ciudad fue fundada el 1° de septiembre de 1874. Se destaca por su tranquilidad y sus playas, cuya extensión aproximada es de 20 km. La población permanente es de 3495 habitantes, aumentando con la llegada de turistas a 30 000 en los meses de verano (enero-febrero). El balneario debería su nombre a que, antiguamente, el Cabo Santa María era una punta muy temida por los navegantes, y desde lejos, debido a la cantidad de rocas y la espuma de las olas, parecía verse la silueta de una paloma.
El balneario consta del casco viejo, donde se encuentran las edificaciones residenciales más antiguas, cerca del Faro de La Paloma y frente a la Isla La Tuna, una pequeña isla cuya única vegetación era una tuna en el centro, aunque ahora hay un pino. Alrededor del casco viejo se halla el nuevo centro de La Paloma, con construcciones más recientes que se extienden a lo largo de la avenida principal, la Avenida Solari. Las viviendas son de estilo alpino, de diseño francés, la mayoría destinadas a alquiler. 
A mediados del siglo XX el balneario experimentó un ensanche, con proyecto a cargo de los arquitectos Carlos Gómez Gavazzo y Juan Antonio Scasso.
La Paloma tiene distintas playas de variadas características (con rocas, con olas, de aguas tranquilas, profundas, zonas de pesca). Algunas de ellas son La Aguada, Costa Azul, La Balconada, Anaconda y El Cabito.
En la zona aledaña se encuentra el balneario de La Pedrera, con una fisonomía muy característica.
Con la nueva ley de descentralización, La Paloma se transformó en un municipio, siendo elegido alcalde, para el periodo 2010-2015, Alcides Perdomo.

## Población
Según el censo de 2023 la ciudad de La Paloma cuenta con una población permanente de 5 939 habitantes. 
| 818           | 1389 | 2235 | 3084 | 3202 | 3495 | 5939 |
| (Fuente: INE) |      |      |      |      |      |      |

## Puerto de La Paloma
En sus orígenes, La Paloma contaba con un puerto natural ubicado entre el Cabo de Santa María y las islas La Tuna y La Paloma. Actualmente se ha construido un puerto artificial protegido por una escollera de 1000 metros de longitud. El puerto en si se encuentra en la antigua Isla La Paloma transformada en península. El puerto sirve, fundamentalmente a embarcaciones pesqueras y deportivas.
Diversos proyectos para transformar el puerto de La Paloma en un puerto de aguas profundas para uso granelero y maderero, han generado una fuerte oposición en grupos ambientalistas y sectores vinculados al turismo.

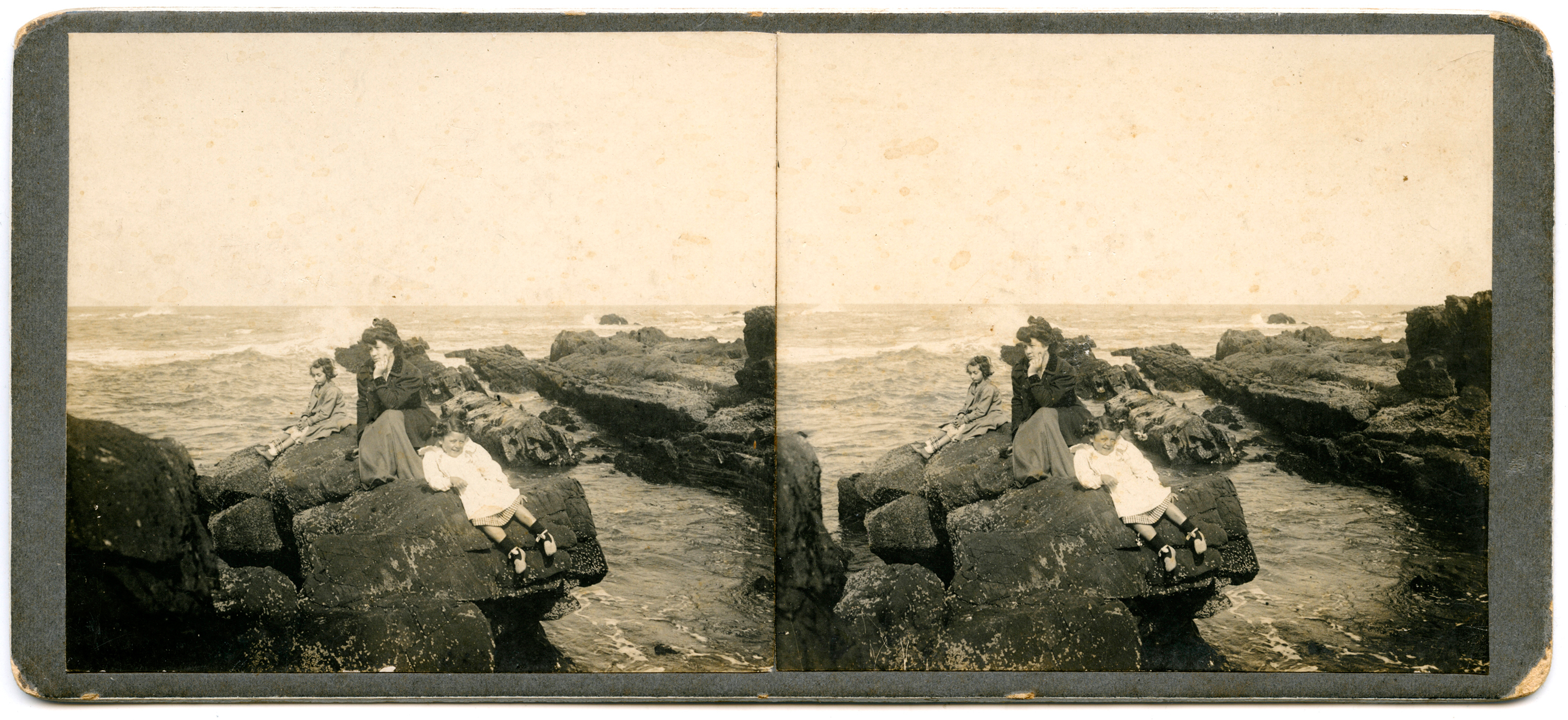
Balneario de La Paloma cerca de 1900, Archivo Centro de Fotografía de Montevideo.

## Galería

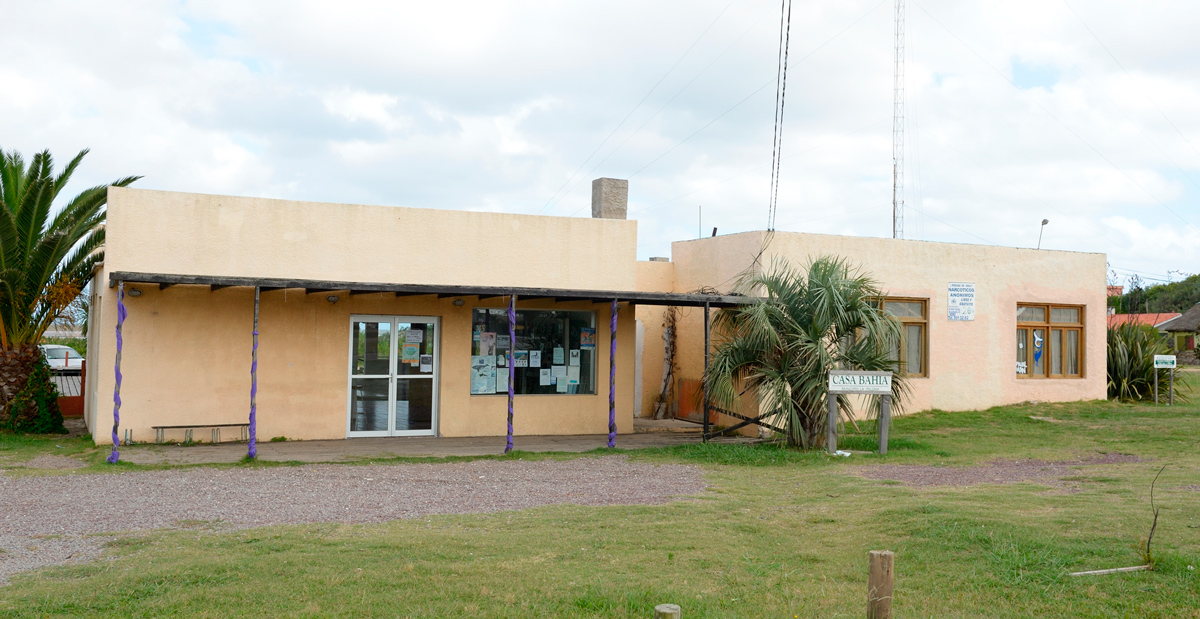
Casa Bahía, local para eventos de la Intendencia Municipal de Rocha.
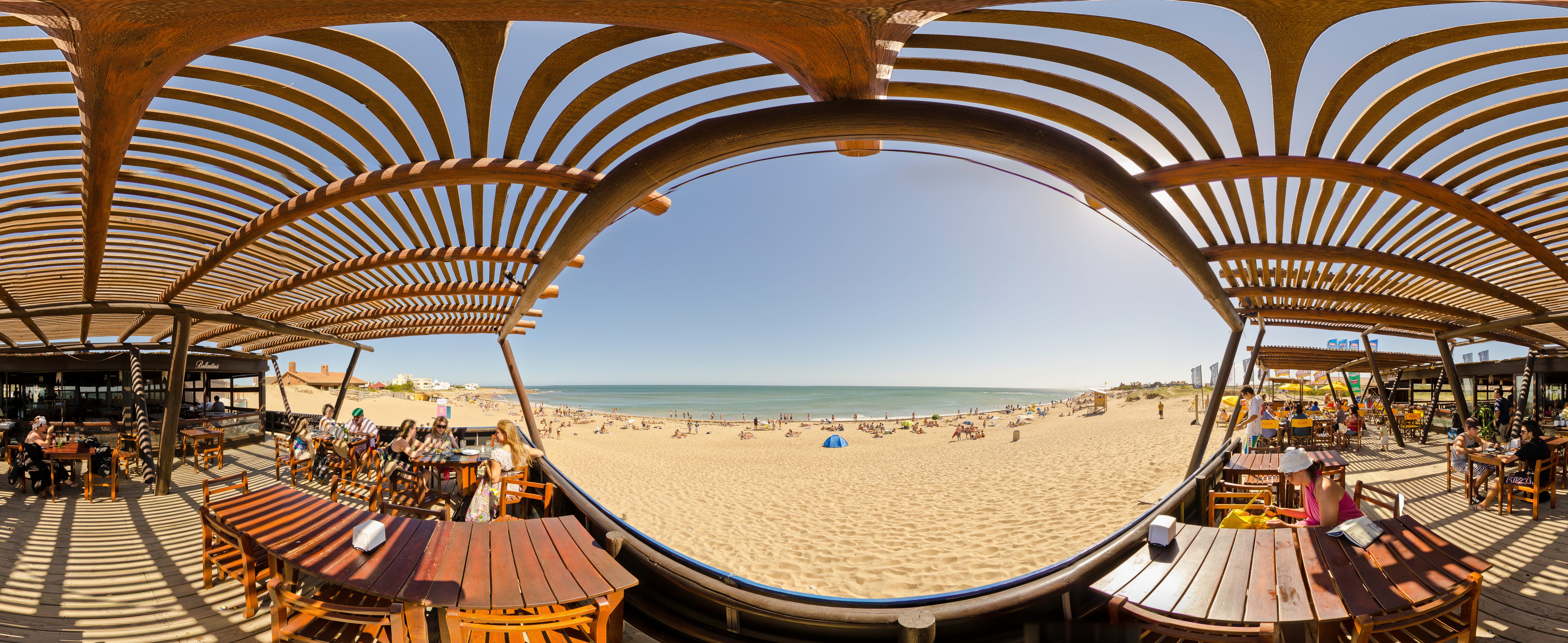
La Balconada una de las playas más visitadas de La Paloma, Parador Punto Sur Rocha. Uruguay.
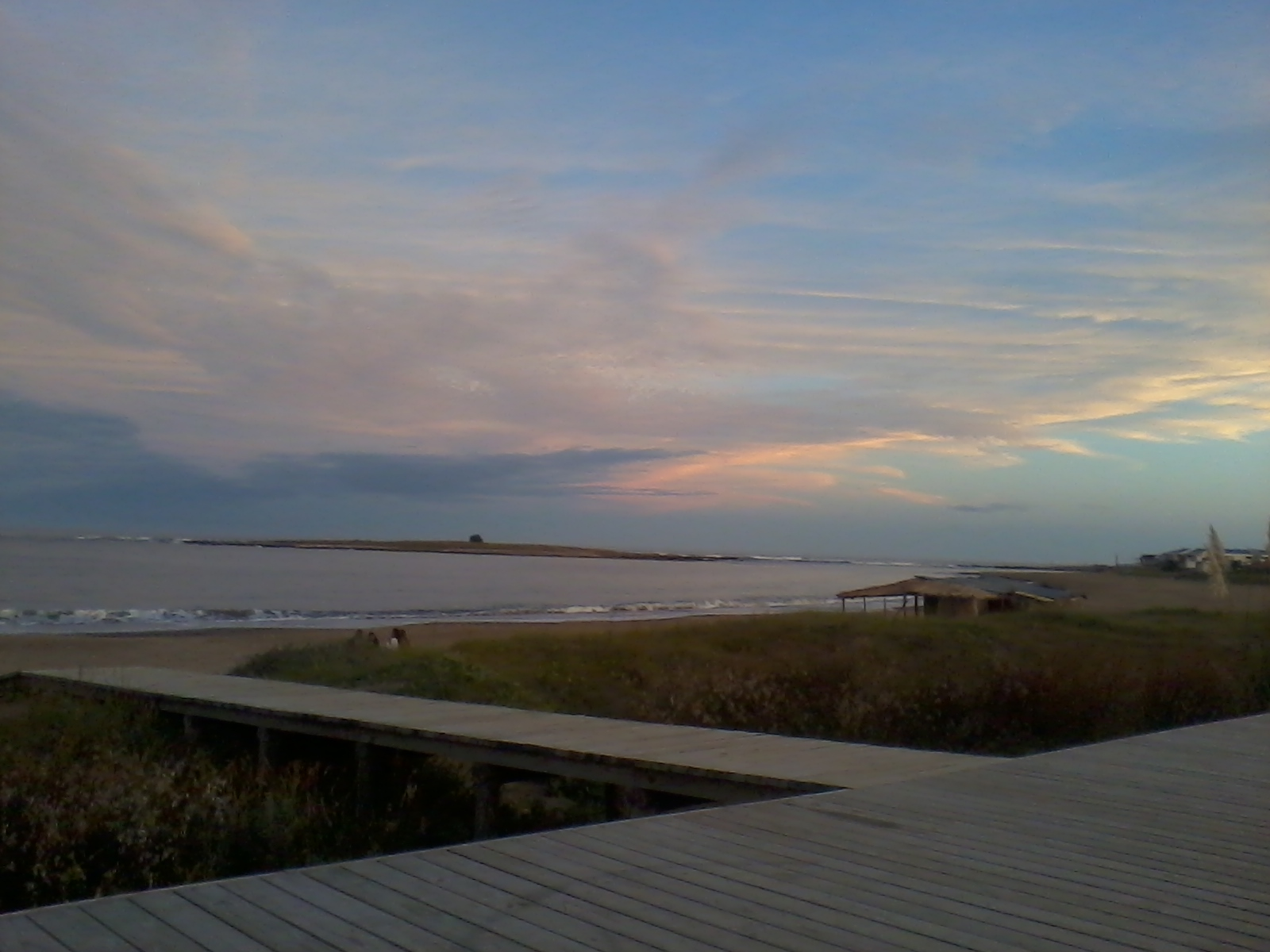
La Paloma, Uruguay.
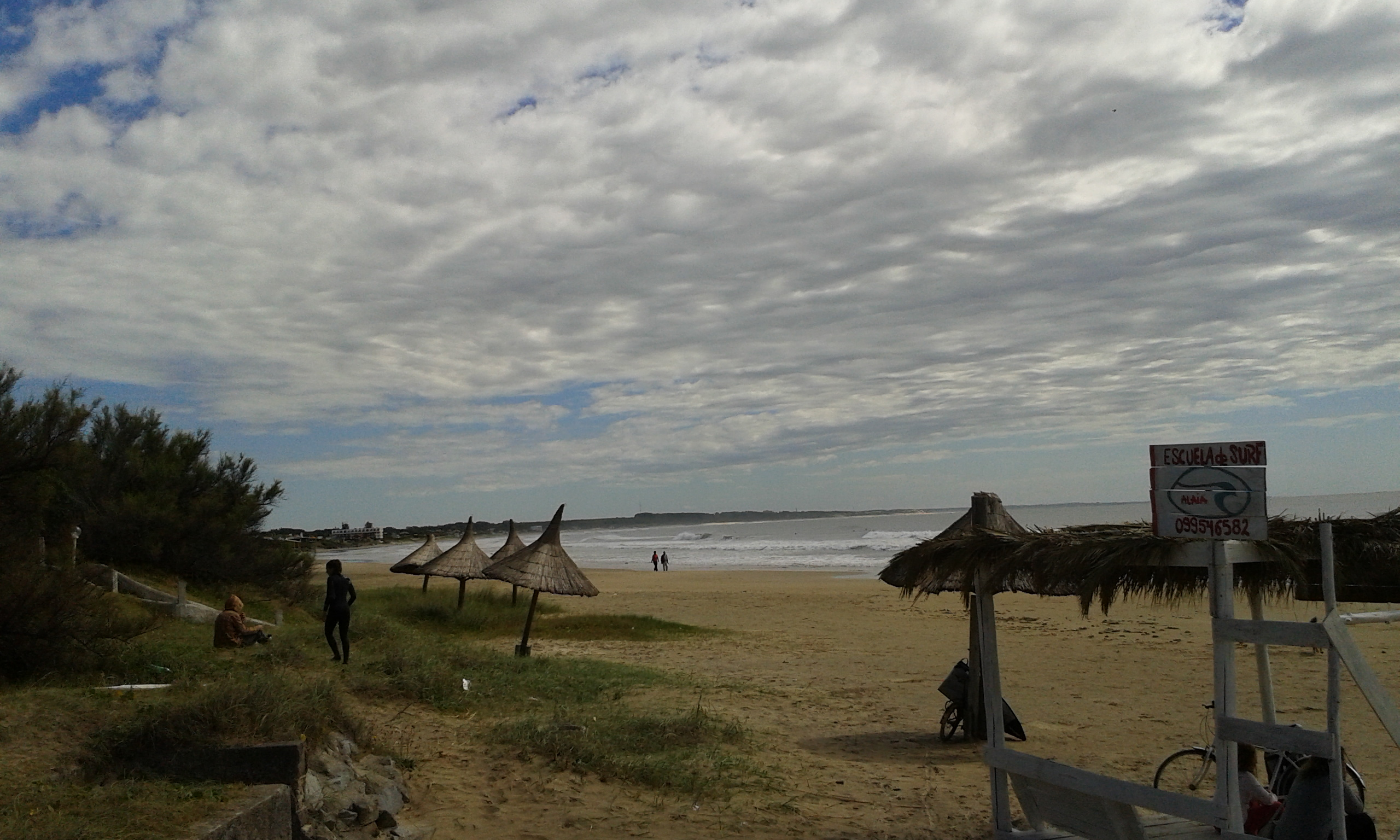
Playa destinada a actividades de surf.
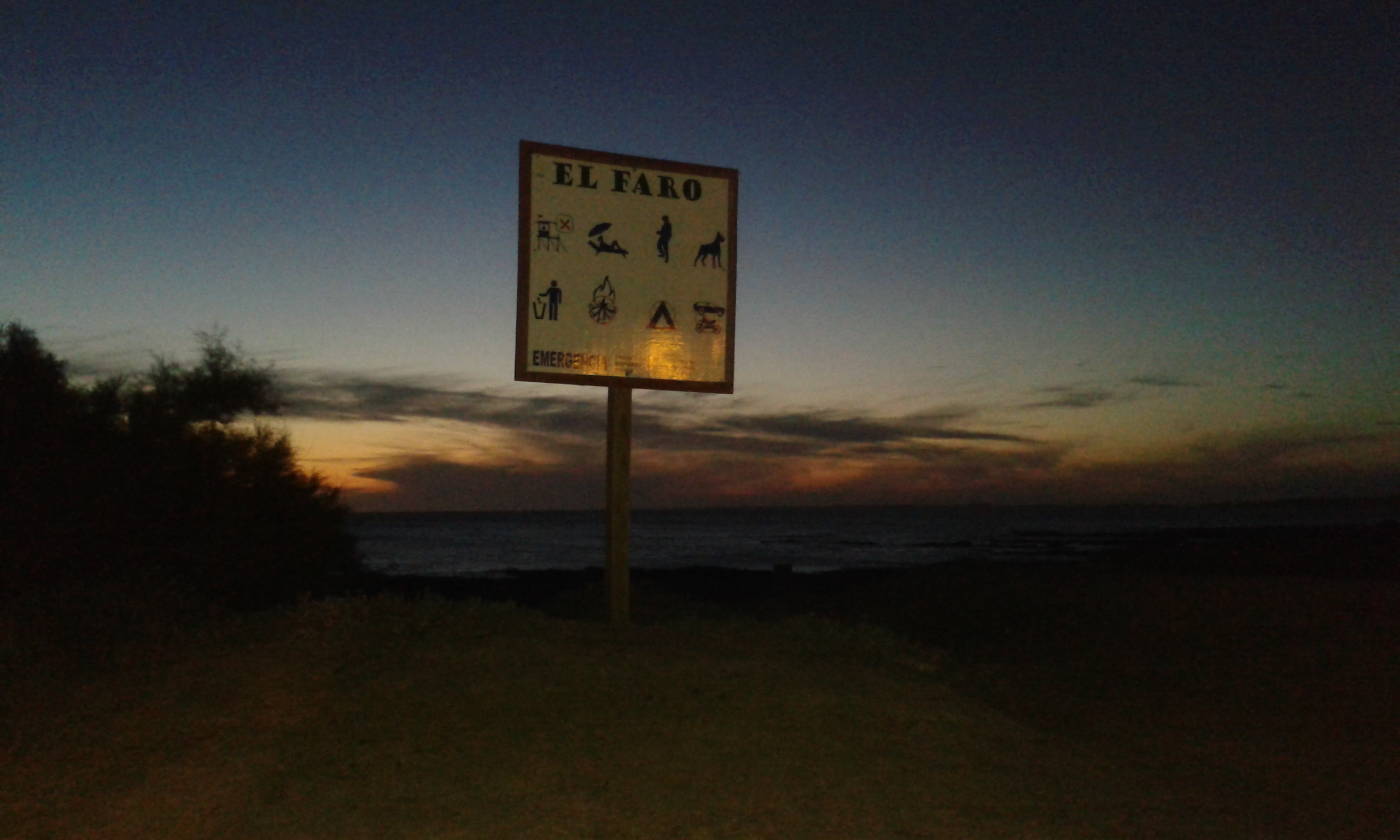
Playa El Faro en La Paloma.